# Llau de la Font de la Parra
La llau de la Font de la Parra és una llau del terme d'Abella de la Conca, a la comarca del Pallars Jussà.
El curs d'aquesta llau s'origina, de fet, a la Roca de la Coma, a 1.025 metres d'altitud, des d'on davalla cap al sud-sud-oest, baixa pel costat de llevant de la Roca de la Casa Vella i pel costat est de l'Estimat de Borrell, passa a certa distància a l'est de Cal Borrell i de Casa Xinco, i va a buscar el vessant oriental del Serrat del Corb i el costat de ponent de Vilaró, i al sud-oest del Tossal del Gassó aiguavessa en la llau del Gassó. És un afluent secundari del riu d'Abella i, per tant, de la Noguera Pallaresa. Separa la partida de les Vielles, a ponent, i dels Seixos, a llevant.

## Etimologia
Es tracta d'un topònim romànic descriptiu modern: és la llau que discorre, i se n'alimenta, a prop de la Font de la Parra.